# Alliage de Newton
L'alliage de Newton est un alliage à bas point de fusion, caractérisé par Isaac Newton en 1701. Constitué de 50 % en masse de bismuth, 30 % d'étain et 20 % de plomb, il a un point de fusion de 98 °C.
L'alliage a des propriétés de radioprotection comparables à celles de l'alliage de Lipowitz mais ne contient pas de cadmium qui, par sa toxicité, complique la production ou le retraitement de l'alliage de Lipowitz. L’utilisation de l'alliage de Newton est ainsi envisagée en radiothérapie.